# کاپونه (بازیکن فوتبال)
کاپونه (به پرتغالی: Capone) (به پرتغالی: Carlos Alberto de Oliveira) مدافع اهل برزیل است که در شهر کمپیناس و در تاریخ ۲۳ مهٔ ۱۹۷۲ به دنیا آمده‌است.
کاپونه در تیم‌های باشگاهی Ponte Preta ،Mogi Mirim، سائوپائولو، Kyoto Purple Sanga ،Juventude و گالاتاسرای سابقهٔ حضور دارد.